# Volta a la Comunitat Valenciana 2022
La Volta a la Comunitat Valenciana 2022, 73a edició de la Volta a la Comunitat Valenciana, fou una competició ciclista per etapes que es disputà entre el 2 i el 6 de febrer de 2022 sobre un recorregut de 779 km repartits entre cinc etapes. La cursa formarà part del calendari de l'UCI ProSeries 2022, amb una categoria 2.Pro.
El vencedor final fou el rus Aleksandr Vlàssov (Bora-Hansgrohe), vencedor de l'etapa reina. L'acompanyaren al podi Remco Evenepoel (Quick-Step Alpha Vinyl) i Carlos Rodríguez (Ineos Grenadiers).

## Equips
L'organització convidà a 23 equips a prendre part en aquesta cursa, quinze de categoria WorldTeams i vuit de categoria UCI ProTeams.
| WorldTeams (15)- Groupama-FDJ - Ineos Grenadiers - Trek-Segafredo - BikeExchange-Jayco - Intermarché-Wanty-Gobert Matériaux - Jumbo-Visma - Israel-Premier Tech - Astana Qazaqstan Team - Movistar Team - UAE Team Emirates - Quick-Step Alpha Vinyl - Bora-Hansgrohe - AG2R Citroën Team - Team DSM - Bahrain Victorious ProTeams (8)- Burgos-BH - Caja Rural-Seguros RGA - Human Powered Health - Euskaltel-Euskadi - B&B Hotels-KTM - Bingoal Pauwels Sauces WB - Equipo Kern Pharma - Gazprom-RusVelo |
| |

## Etapes
| Etapa    | Data     | Ciutats d'etapa          | type              | Distància (km) | Desnivell (m) | Vencedor de l'etapa | Líder de la general |
| -------- | -------- | ------------------------ | ----------------- | -------------- | ------------- | ------------------- | ------------------- |
| 1a etapa | 2 de feb | les Alqueries – Torralba | etapa de muntanya | 166,7          | 3.141 m       | Remco Evenepoel     | Remco Evenepoel     |
| 2a etapa | 3 de feb | Bétera – Torrent         | etapa accidentada | 172,1          | 2.408 m       | Fabio Jakobsen      | Remco Evenepoel     |
| 3a etapa | 4 de feb | Alacant – Maigmó         | etapa de muntanya | 155,1          | 3.616 m       | Aleksandr Vlàssov   | Aleksandr Vlàssov   |
| 4a etapa | 5 de feb | Oriola – Torrevella      | etapa plana       | 193,1          | 1.236 m       | Matteo Moschetti    | Aleksandr Vlàssov   |
| 5a etapa | 6 de feb | Paterna – València       | etapa plana       | 92             | 706 m         | Fabio Jakobsen      | Aleksandr Vlàssov   |

### Etapa 1
| \| Classificació de l'etapa \| Classificació de l'etapa \| Classificació de l'etapa \| Classificació de l'etapa \| Classificació de l'etapa \| \| Corredor \| Corredor \| Equip \| Temps \| \| \| ------------------------ \| --------------------------- \| ------------------------ \| ------------------------ \| ------------------------ \| \| 1r \| Remco Evenepoel \| Quick-Step Alpha Vinyl \| 4h 16' 32" \| \| \| 2n \| Aleksandr Vlàssov \| Bora-Hansgrohe \| + 16" \| \| \| 3r \| Carlos Rodríguez Cano \| Ineos Grenadiers \| + 31" \| \| \| 4t \| Enric Mas Nicolau \| Movistar Team \| + 32" \| \| \| 5è \| Luis León Sánchez Gil \| Bahrain Victorious \| + 32" \| \| \| 6è \| Antwan Tolhoek \| Trek-Segafredo \| + 32" \| \| \| 7è \| Alejandro Valverde Belmonte \| Movistar Team \| + 32" \| \| \| 8è \| Jakob Fuglsang \| Israel-Premier Tech \| + 32" \| \| \| 9è \| Matej Mohorič \| Bahrain Victorious \| + 42" \| \| \| 10è \| David de la Cruz Melgarejo \| Astana Qazaqstan Team \| + 53" \| \| |                             |                        |            |
| |                             |                        |            |
| Font: ProCyclingStats |                             |                        |            |
| Classificació de l'etapa |                             |                        |            |
| Corredor | Corredor                    | Equip                  | Temps      |
| 1r | Remco Evenepoel             | Quick-Step Alpha Vinyl | 4h 16' 32" |
| 2n | Aleksandr Vlàssov           | Bora-Hansgrohe         | + 16"      |
| 3r | Carlos Rodríguez Cano       | Ineos Grenadiers       | + 31"      |
| 4t | Enric Mas Nicolau           | Movistar Team          | + 32"      |
| 5è | Luis León Sánchez Gil       | Bahrain Victorious     | + 32"      |
| 6è | Antwan Tolhoek              | Trek-Segafredo         | + 32"      |
| 7è | Alejandro Valverde Belmonte | Movistar Team          | + 32"      |
| 8è | Jakob Fuglsang              | Israel-Premier Tech    | + 32"      |
| 9è | Matej Mohorič               | Bahrain Victorious     | + 42"      |
| 10è | David de la Cruz Melgarejo  | Astana Qazaqstan Team  | + 53"      |

| \| Classificació general \| Classificació general \| Classificació general \| Classificació general \| Classificació general \| \| Corredor \| Corredor \| Equip \| Temps \| \| \| --------------------- \| --------------------------- \| ---------------------- \| --------------------- \| --------------------- \| \| 1r \| Remco Evenepoel \| Quick-Step Alpha Vinyl \| 4h 16' 22" \| \| \| 2n \| Aleksandr Vlàssov \| Bora-Hansgrohe \| + 19" \| \| \| 3r \| Carlos Rodríguez Cano \| Ineos Grenadiers \| + 37" \| \| \| 4t \| Enric Mas Nicolau \| Movistar Team \| + 42" \| \| \| 5è \| Luis León Sánchez Gil \| Bahrain Victorious \| + 42" \| \| \| 6è \| Antwan Tolhoek \| Trek-Segafredo \| + 42" \| \| \| 7è \| Alejandro Valverde Belmonte \| Movistar Team \| + 42" \| \| \| 8è \| Jakob Fuglsang \| Israel-Premier Tech \| + 42" \| \| \| 9è \| Matej Mohorič \| Bahrain Victorious \| + 48" \| \| \| 10è \| David de la Cruz Melgarejo \| Astana Qazaqstan Team \| + 1' 03" \| \| |                             |                        |            |
| |                             |                        |            |
| Font: ProCyclingStats |                             |                        |            |
| Classificació general |                             |                        |            |
| Corredor | Corredor                    | Equip                  | Temps      |
| 1r | Remco Evenepoel             | Quick-Step Alpha Vinyl | 4h 16' 22" |
| 2n | Aleksandr Vlàssov           | Bora-Hansgrohe         | + 19"      |
| 3r | Carlos Rodríguez Cano       | Ineos Grenadiers       | + 37"      |
| 4t | Enric Mas Nicolau           | Movistar Team          | + 42"      |
| 5è | Luis León Sánchez Gil       | Bahrain Victorious     | + 42"      |
| 6è | Antwan Tolhoek              | Trek-Segafredo         | + 42"      |
| 7è | Alejandro Valverde Belmonte | Movistar Team          | + 42"      |
| 8è | Jakob Fuglsang              | Israel-Premier Tech    | + 42"      |
| 9è | Matej Mohorič               | Bahrain Victorious     | + 48"      |
| 10è | David de la Cruz Melgarejo  | Astana Qazaqstan Team  | + 1' 03"   |

### Etapa 2
| \| Classificació de l'etapa \| Classificació de l'etapa \| Classificació de l'etapa \| Classificació de l'etapa \| Classificació de l'etapa \| \| Corredor \| Corredor \| Equip \| Temps \| \| \| ------------------------ \| -------------------------- \| ---------------------------------- \| ------------------------ \| ------------------------ \| \| 1r \| Fabio Jakobsen \| Quick-Step Alpha Vinyl \| 4h 09' 51" \| \| \| 2n \| Sebastián Molano Benavides \| UAE Team Emirates \| + 0" \| \| \| 3r \| Elia Viviani \| Ineos Grenadiers \| + 0" \| \| \| 4t \| Matej Mohorič \| Bahrain Victorious \| + 0" \| \| \| 5è \| Alexander Kristoff \| Intermarché-Wanty-Gobert Matériaux \| + 0" \| \| \| 6è \| Luca Mozzato \| B&B Hotels-KTM \| + 0" \| \| \| 7è \| Remco Evenepoel \| Quick-Step Alpha Vinyl \| + 0" \| \| \| 8è \| Andrea Pasqualon \| Intermarché-Wanty-Gobert Matériaux \| + 0" \| \| \| 9è \| Laurenz Rex \| Bingoal Pauwels Sauces WB \| + 0" \| \| \| 10è \| Jesús Ezquerra \| Burgos-BH \| + 0" \| \| |                            |                                    |            |
| |                            |                                    |            |
| Font: ProCyclingStats |                            |                                    |            |
| Classificació de l'etapa |                            |                                    |            |
| Corredor | Corredor                   | Equip                              | Temps      |
| 1r | Fabio Jakobsen             | Quick-Step Alpha Vinyl             | 4h 09' 51" |
| 2n | Sebastián Molano Benavides | UAE Team Emirates                  | + 0"       |
| 3r | Elia Viviani               | Ineos Grenadiers                   | + 0"       |
| 4t | Matej Mohorič              | Bahrain Victorious                 | + 0"       |
| 5è | Alexander Kristoff         | Intermarché-Wanty-Gobert Matériaux | + 0"       |
| 6è | Luca Mozzato               | B&B Hotels-KTM                     | + 0"       |
| 7è | Remco Evenepoel            | Quick-Step Alpha Vinyl             | + 0"       |
| 8è | Andrea Pasqualon           | Intermarché-Wanty-Gobert Matériaux | + 0"       |
| 9è | Laurenz Rex                | Bingoal Pauwels Sauces WB          | + 0"       |
| 10è | Jesús Ezquerra             | Burgos-BH                          | + 0"       |

| \| Classificació general \| Classificació general \| Classificació general \| Classificació general \| Classificació general \| \| Corredor \| Corredor \| Equip \| Temps \| \| \| --------------------- \| --------------------------- \| ---------------------- \| --------------------- \| --------------------- \| \| 1r \| Remco Evenepoel \| Quick-Step Alpha Vinyl \| 8h 26' 13" \| \| \| 2n \| Aleksandr Vlàssov \| Bora-Hansgrohe \| + 19" \| \| \| 3r \| Carlos Rodríguez Cano \| Ineos Grenadiers \| + 37" \| \| \| 4t \| Luis León Sánchez Gil \| Bahrain Victorious \| + 42" \| \| \| 5è \| Enric Mas Nicolau \| Movistar Team \| + 42" \| \| \| 6è \| Alejandro Valverde Belmonte \| Movistar Team \| + 42" \| \| \| 7è \| Jakob Fuglsang \| Israel-Premier Tech \| + 42" \| \| \| 8è \| Antwan Tolhoek \| Trek-Segafredo \| + 42" \| \| \| 9è \| Matej Mohorič \| Bahrain Victorious \| + 48" \| \| \| 10è \| Juan Ayuso Pesquera \| UAE Team Emirates \| + 1' 14" \| \| |                             |                        |            |
| |                             |                        |            |
| Font: ProCyclingStats |                             |                        |            |
| Classificació general |                             |                        |            |
| Corredor | Corredor                    | Equip                  | Temps      |
| 1r | Remco Evenepoel             | Quick-Step Alpha Vinyl | 8h 26' 13" |
| 2n | Aleksandr Vlàssov           | Bora-Hansgrohe         | + 19"      |
| 3r | Carlos Rodríguez Cano       | Ineos Grenadiers       | + 37"      |
| 4t | Luis León Sánchez Gil       | Bahrain Victorious     | + 42"      |
| 5è | Enric Mas Nicolau           | Movistar Team          | + 42"      |
| 6è | Alejandro Valverde Belmonte | Movistar Team          | + 42"      |
| 7è | Jakob Fuglsang              | Israel-Premier Tech    | + 42"      |
| 8è | Antwan Tolhoek              | Trek-Segafredo         | + 42"      |
| 9è | Matej Mohorič               | Bahrain Victorious     | + 48"      |
| 10è | Juan Ayuso Pesquera         | UAE Team Emirates      | + 1' 14"   |

### Etapa 3
| \| Classificació de l'etapa \| Classificació de l'etapa \| Classificació de l'etapa \| Classificació de l'etapa \| Classificació de l'etapa \| \| Corredor \| Corredor \| Equip \| Temps \| \| \| ------------------------ \| ----------------------------- \| ------------------------ \| ------------------------ \| ------------------------ \| \| 1r \| Aleksandr Vlàssov \| Bora-Hansgrohe \| 4h 02' 17" \| \| \| 2n \| Carlos Rodríguez Cano \| Ineos Grenadiers \| + 14" \| \| \| 3r \| Enric Mas Nicolau \| Movistar Team \| + 21" \| \| \| 4t \| Peio Bilbao López de Armentia \| Bahrain Victorious \| + 29" \| \| \| 5è \| Alejandro Valverde Belmonte \| Movistar Team \| + 29" \| \| \| 6è \| Jakob Fuglsang \| Israel-Premier Tech \| + 32" \| \| \| 7è \| Giulio Ciccone \| Trek-Segafredo \| + 35" \| \| \| 8è \| Remco Evenepoel \| Quick-Step Alpha Vinyl \| + 41" \| \| \| 9è \| Luis León Sánchez Gil \| Bahrain Victorious \| + 41" \| \| \| 10è \| David de la Cruz Melgarejo \| Astana Qazaqstan Team \| + 50" \| \| |                               |                        |            |
| |                               |                        |            |
| Font: ProCyclingStats |                               |                        |            |
| Classificació de l'etapa |                               |                        |            |
| Corredor | Corredor                      | Equip                  | Temps      |
| 1r | Aleksandr Vlàssov             | Bora-Hansgrohe         | 4h 02' 17" |
| 2n | Carlos Rodríguez Cano         | Ineos Grenadiers       | + 14"      |
| 3r | Enric Mas Nicolau             | Movistar Team          | + 21"      |
| 4t | Peio Bilbao López de Armentia | Bahrain Victorious     | + 29"      |
| 5è | Alejandro Valverde Belmonte   | Movistar Team          | + 29"      |
| 6è | Jakob Fuglsang                | Israel-Premier Tech    | + 32"      |
| 7è | Giulio Ciccone                | Trek-Segafredo         | + 35"      |
| 8è | Remco Evenepoel               | Quick-Step Alpha Vinyl | + 41"      |
| 9è | Luis León Sánchez Gil         | Bahrain Victorious     | + 41"      |
| 10è | David de la Cruz Melgarejo    | Astana Qazaqstan Team  | + 50"      |

| \| Classificació general \| Classificació general \| Classificació general \| Classificació general \| Classificació general \| \| Corredor \| Corredor \| Equip \| Temps \| \| \| --------------------- \| --------------------------- \| ---------------------- \| --------------------- \| --------------------- \| \| 1r \| Aleksandr Vlàssov \| Bora-Hansgrohe \| 12h 28' 39" \| \| \| 2n \| Remco Evenepoel \| Quick-Step Alpha Vinyl \| + 32" \| \| \| 3r \| Carlos Rodríguez Cano \| Ineos Grenadiers \| + 36" \| \| \| 4t \| Enric Mas Nicolau \| Movistar Team \| + 50" \| \| \| 5è \| Alejandro Valverde Belmonte \| Movistar Team \| + 1' 02" \| \| \| 6è \| Jakob Fuglsang \| Israel-Premier Tech \| + 1' 05" \| \| \| 7è \| Luis León Sánchez Gil \| Bahrain Victorious \| + 1' 14" \| \| \| 8è \| Giulio Ciccone \| Trek-Segafredo \| + 2' 00" \| \| \| 9è \| Pàvel Sivakov \| Ineos Grenadiers \| + 2' 05" \| \| \| 10è \| David de la Cruz Melgarejo \| Astana Qazaqstan Team \| + 2' 28" \| \| |                             |                        |             |
| |                             |                        |             |
| Font: ProCyclingStats |                             |                        |             |
| Classificació general |                             |                        |             |
| Corredor | Corredor                    | Equip                  | Temps       |
| 1r | Aleksandr Vlàssov           | Bora-Hansgrohe         | 12h 28' 39" |
| 2n | Remco Evenepoel             | Quick-Step Alpha Vinyl | + 32"       |
| 3r | Carlos Rodríguez Cano       | Ineos Grenadiers       | + 36"       |
| 4t | Enric Mas Nicolau           | Movistar Team          | + 50"       |
| 5è | Alejandro Valverde Belmonte | Movistar Team          | + 1' 02"    |
| 6è | Jakob Fuglsang              | Israel-Premier Tech    | + 1' 05"    |
| 7è | Luis León Sánchez Gil       | Bahrain Victorious     | + 1' 14"    |
| 8è | Giulio Ciccone              | Trek-Segafredo         | + 2' 00"    |
| 9è | Pàvel Sivakov               | Ineos Grenadiers       | + 2' 05"    |
| 10è | David de la Cruz Melgarejo  | Astana Qazaqstan Team  | + 2' 28"    |

### Etapa 4
| \| Classificació de l'etapa \| Classificació de l'etapa \| Classificació de l'etapa \| Classificació de l'etapa \| Classificació de l'etapa \| \| Corredor \| Corredor \| Equip \| Temps \| \| \| ------------------------ \| -------------------------- \| ---------------------------------- \| ------------------------ \| ------------------------ \| \| 1r \| Matteo Moschetti \| Trek-Segafredo \| 4h 32' 17" \| \| \| 2n \| Manuel Peñalver \| Burgos-BH \| + 0" \| \| \| 3r \| Alexander Kristoff \| Intermarché-Wanty-Gobert Matériaux \| + 0" \| \| \| 4t \| Elia Viviani \| Ineos Grenadiers \| + 0" \| \| \| 5è \| Fabio Jakobsen \| Quick-Step Alpha Vinyl \| + 0" \| \| \| 6è \| Stanisław Aniołkowski \| Bingoal Pauwels Sauces WB \| + 0" \| \| \| 7è \| Sebastián Molano Benavides \| UAE Team Emirates \| + 0" \| \| \| 8è \| Timothy Dupont \| Bingoal Pauwels Sauces WB \| + 0" \| \| \| 9è \| Matej Mohorič \| Bahrain Victorious \| + 0" \| \| \| 10è \| Luca Mozzato \| B&B Hotels-KTM \| + 0" \| \| |                            |                                    |            |
| |                            |                                    |            |
| Font: ProCyclingStats |                            |                                    |            |
| Classificació de l'etapa |                            |                                    |            |
| Corredor | Corredor                   | Equip                              | Temps      |
| 1r | Matteo Moschetti           | Trek-Segafredo                     | 4h 32' 17" |
| 2n | Manuel Peñalver            | Burgos-BH                          | + 0"       |
| 3r | Alexander Kristoff         | Intermarché-Wanty-Gobert Matériaux | + 0"       |
| 4t | Elia Viviani               | Ineos Grenadiers                   | + 0"       |
| 5è | Fabio Jakobsen             | Quick-Step Alpha Vinyl             | + 0"       |
| 6è | Stanisław Aniołkowski      | Bingoal Pauwels Sauces WB          | + 0"       |
| 7è | Sebastián Molano Benavides | UAE Team Emirates                  | + 0"       |
| 8è | Timothy Dupont             | Bingoal Pauwels Sauces WB          | + 0"       |
| 9è | Matej Mohorič              | Bahrain Victorious                 | + 0"       |
| 10è | Luca Mozzato               | B&B Hotels-KTM                     | + 0"       |

| \| Classificació general \| Classificació general \| Classificació general \| Classificació general \| Classificació general \| \| Corredor \| Corredor \| Equip \| Temps \| \| \| --------------------- \| --------------------------- \| ---------------------- \| --------------------- \| --------------------- \| \| 1r \| Aleksandr Vlàssov \| Bora-Hansgrohe \| 17h 00' 56" \| \| \| 2n \| Remco Evenepoel \| Quick-Step Alpha Vinyl \| + 32" \| \| \| 3r \| Carlos Rodríguez Cano \| Ineos Grenadiers \| + 36" \| \| \| 4t \| Enric Mas Nicolau \| Movistar Team \| + 50" \| \| \| 5è \| Alejandro Valverde Belmonte \| Movistar Team \| + 1' 02" \| \| \| 6è \| Jakob Fuglsang \| Israel-Premier Tech \| + 1' 05" \| \| \| 7è \| Luis León Sánchez Gil \| Bahrain Victorious \| + 1' 14" \| \| \| 8è \| Giulio Ciccone \| Trek-Segafredo \| + 2' 00" \| \| \| 9è \| Pàvel Sivakov \| Ineos Grenadiers \| + 2' 05" \| \| \| 10è \| David de la Cruz Melgarejo \| Astana Qazaqstan Team \| + 2' 28" \| \| |                             |                        |             |
| |                             |                        |             |
| Font: ProCyclingStats |                             |                        |             |
| Classificació general |                             |                        |             |
| Corredor | Corredor                    | Equip                  | Temps       |
| 1r | Aleksandr Vlàssov           | Bora-Hansgrohe         | 17h 00' 56" |
| 2n | Remco Evenepoel             | Quick-Step Alpha Vinyl | + 32"       |
| 3r | Carlos Rodríguez Cano       | Ineos Grenadiers       | + 36"       |
| 4t | Enric Mas Nicolau           | Movistar Team          | + 50"       |
| 5è | Alejandro Valverde Belmonte | Movistar Team          | + 1' 02"    |
| 6è | Jakob Fuglsang              | Israel-Premier Tech    | + 1' 05"    |
| 7è | Luis León Sánchez Gil       | Bahrain Victorious     | + 1' 14"    |
| 8è | Giulio Ciccone              | Trek-Segafredo         | + 2' 00"    |
| 9è | Pàvel Sivakov               | Ineos Grenadiers       | + 2' 05"    |
| 10è | David de la Cruz Melgarejo  | Astana Qazaqstan Team  | + 2' 28"    |

### Etapa 5
| \| Classificació de l'etapa \| Classificació de l'etapa \| Classificació de l'etapa \| Classificació de l'etapa \| Classificació de l'etapa \| \| Corredor \| Corredor \| Equip \| Temps \| \| \| ------------------------ \| -------------------------- \| ---------------------------------- \| ------------------------ \| ------------------------ \| \| 1r \| Fabio Jakobsen \| Quick-Step Alpha Vinyl \| 1h 55' 49" \| \| \| 2n \| Elia Viviani \| Ineos Grenadiers \| + 0" \| \| \| 3r \| Alexander Kristoff \| Intermarché-Wanty-Gobert Matériaux \| + 0" \| \| \| 4t \| Timothy Dupont \| Bingoal Pauwels Sauces WB \| + 0" \| \| \| 5è \| Stanisław Aniołkowski \| Bingoal Pauwels Sauces WB \| + 0" \| \| \| 6è \| Matteo Trentin \| UAE Team Emirates \| + 0" \| \| \| 7è \| Manuel Peñalver \| Burgos-BH \| + 0" \| \| \| 8è \| Sebastián Molano Benavides \| UAE Team Emirates \| + 0" \| \| \| 9è \| Fernando Barceló Aragón \| Caja Rural-Seguros RGA \| + 0" \| \| \| 10è \| Michael Mørkøv \| Quick-Step Alpha Vinyl \| + 0" \| \| |                            |                                    |            |
| |                            |                                    |            |
| Font: ProCyclingStats |                            |                                    |            |
| Classificació de l'etapa |                            |                                    |            |
| Corredor | Corredor                   | Equip                              | Temps      |
| 1r | Fabio Jakobsen             | Quick-Step Alpha Vinyl             | 1h 55' 49" |
| 2n | Elia Viviani               | Ineos Grenadiers                   | + 0"       |
| 3r | Alexander Kristoff         | Intermarché-Wanty-Gobert Matériaux | + 0"       |
| 4t | Timothy Dupont             | Bingoal Pauwels Sauces WB          | + 0"       |
| 5è | Stanisław Aniołkowski      | Bingoal Pauwels Sauces WB          | + 0"       |
| 6è | Matteo Trentin             | UAE Team Emirates                  | + 0"       |
| 7è | Manuel Peñalver            | Burgos-BH                          | + 0"       |
| 8è | Sebastián Molano Benavides | UAE Team Emirates                  | + 0"       |
| 9è | Fernando Barceló Aragón    | Caja Rural-Seguros RGA             | + 0"       |
| 10è | Michael Mørkøv             | Quick-Step Alpha Vinyl             | + 0"       |

## Classificació general
| \| Classificació general \| Classificació general \| Classificació general \| Classificació general \| Classificació general \| \| Corredor \| Corredor \| Equip \| Temps \| \| \| --------------------- \| --------------------------- \| ---------------------- \| --------------------- \| --------------------- \| \| 1r \| Aleksandr Vlàssov \| Bora-Hansgrohe \| 18h 56' 45" \| \| \| 2n \| Remco Evenepoel \| Quick-Step Alpha Vinyl \| + 32" \| \| \| 3r \| Carlos Rodríguez Cano \| Ineos Grenadiers \| + 36" \| \| \| 4t \| Enric Mas Nicolau \| Movistar Team \| + 50" \| \| \| 5è \| Alejandro Valverde Belmonte \| Movistar Team \| + 1' 02" \| \| \| 6è \| Jakob Fuglsang \| Israel-Premier Tech \| + 1' 05" \| \| \| 7è \| Luis León Sánchez Gil \| Bahrain Victorious \| + 1' 14" \| \| \| 8è \| Giulio Ciccone \| Trek-Segafredo \| + 2' 00" \| \| \| 9è \| Pàvel Sivakov \| Ineos Grenadiers \| + 2' 05" \| \| \| 10è \| David de la Cruz Melgarejo \| Astana Qazaqstan Team \| + 2' 28" \| \| |                             |                        |             |
| |                             |                        |             |
| Font: ProCyclingStats |                             |                        |             |
| Classificació general |                             |                        |             |
| Corredor | Corredor                    | Equip                  | Temps       |
| 1r | Aleksandr Vlàssov           | Bora-Hansgrohe         | 18h 56' 45" |
| 2n | Remco Evenepoel             | Quick-Step Alpha Vinyl | + 32"       |
| 3r | Carlos Rodríguez Cano       | Ineos Grenadiers       | + 36"       |
| 4t | Enric Mas Nicolau           | Movistar Team          | + 50"       |
| 5è | Alejandro Valverde Belmonte | Movistar Team          | + 1' 02"    |
| 6è | Jakob Fuglsang              | Israel-Premier Tech    | + 1' 05"    |
| 7è | Luis León Sánchez Gil       | Bahrain Victorious     | + 1' 14"    |
| 8è | Giulio Ciccone              | Trek-Segafredo         | + 2' 00"    |
| 9è | Pàvel Sivakov               | Ineos Grenadiers       | + 2' 05"    |
| 10è | David de la Cruz Melgarejo  | Astana Qazaqstan Team  | + 2' 28"    |

## Evolució de les classificacions
| Etapa              | Vencedor           | Classificació general | Classificació per punts | Classificació de la muntanya | Classificació dels joves | Classificació per equips |
| ------------------ | ------------------ | --------------------- | ----------------------- | ---------------------------- | ------------------------ | ------------------------ |
| 1                  | Remco Evenepoel    | Remco Evenepoel       | Ben King                | Remco Evenepoel              | Remco Evenepoel          | Bahrain Victorious       |
| 2                  | Fabio Jakobsen     | Remco Evenepoel       | Ben King                | Remco Evenepoel              | Remco Evenepoel          | Bahrain Victorious       |
| 3                  | Aleksandr Vlàssov  | Aleksandr Vlàssov     | Ben King                | Aleksandr Vlàssov            | Remco Evenepoel          | Ineos Grenadiers         |
| 4                  | Matteo Moschetti   | Aleksandr Vlàssov     | Ben King                | Aleksandr Vlàssov            | Remco Evenepoel          | Ineos Grenadiers         |
| 5                  | Fabio Jakobsen     | Aleksandr Vlàssov     | Ben King                | Fabio Jakobsen               | Remco Evenepoel          | Ineos Grenadiers         |
| Classements finals | Classements finals | Aleksandr Vlàssov     | Ben King                | Fabio Jakobsen               | Remco Evenepoel          | Ineos Grenadiers         |

## Llista de participants
| Groupama-FDJ GFC | Groupama-FDJ GFC        | Groupama-FDJ GFC |
| ---------------- | ----------------------- | ---------------- |
| Núm              | Ciclista                | Pos              |
| 1                | Olivier Le Gac (FRA)    | 42è              |
| 2                | Enzo Paleni (FRA)       | 105è             |
| 3                | Fabian Lienhard (SUI)   | 96è              |
| 4                | Anthony Roux (FRA)      | 55è              |
| 5                | Lars van den Berg (NED) | NP-5             |
| 6                | Attila Valter (HUN)     | 24è              |
| 7                | Bram Welten (NED)       | 107è             |

| Movistar Team MOV | Movistar Team MOV                 | Movistar Team MOV |
| ----------------- | --------------------------------- | ----------------- |
| Núm               | Ciclista                          | Pos               |
| 11                | Jorge Arcas (ESP)                 | 66è               |
| 12                | Iñigo Elosegui (ESP)              | 90è               |
| 13                | Juri Hollmann (GER)               | NP-2              |
| 14                | Enric Mas Nicolau (ESP)           | 4t                |
| 15                | Gregor Mühlberger (AUT)           | 41è               |
| 16                | Einer Rubio (COL)                 | NP-2              |
| 17                | Alejandro Valverde Belmonte (ESP) | 5è                |

| Quick-Step Alpha Vinyl QST | Quick-Step Alpha Vinyl QST  | Quick-Step Alpha Vinyl QST |
| -------------------------- | --------------------------- | -------------------------- |
| Núm                        | Ciclista                    | Pos                        |
| 21                         | Mattia Cattaneo (ITA)       | 64è                        |
| 22                         | Josef Černý (CZE)           | 117è                       |
| 23                         | Remco Evenepoel (BEL)       | 2n                         |
| 24                         | Mikkel Frølich Honoré (DEN) | NP-4                       |
| 25                         | Fabio Jakobsen (NED)        | 81è                        |
| 26                         | Yves Lampaert (BEL)         | 74è                        |
| 27                         | Michael Mørkøv (DEN)        | 85è                        |

| Ineos Grenadiers IGD | Ineos Grenadiers IGD               | Ineos Grenadiers IGD |
| -------------------- | ---------------------------------- | -------------------- |
| Núm                  | Ciclista                           | Pos                  |
| 31                   | Jonathan Castroviejo Nicolás (ESP) | 56è                  |
| 32                   | Omar Fraile Matarranz (ESP) (ruta) | NP-5                 |
| 33                   | Tao Geoghegan Hart (GBR)           | 12è                  |
| 34                   | Carlos Rodríguez Cano (ESP)        | 3r                   |
| 35                   | Pàvel Sivakov (RUS)                | 9è                   |
| 36                   | Ben Swift (GBR) (ruta)             | 50è                  |
| 37                   | Elia Viviani (ITA)                 | 92è                  |

| UAE Team Emirates UAD | UAE Team Emirates UAD            | UAE Team Emirates UAD |
| --------------------- | -------------------------------- | --------------------- |
| Núm                   | Ciclista                         | Pos                   |
| 42                    | Juan Ayuso Pesquera (ESP)        | 19è                   |
| 43                    | Ryan Gibbons (RSA)               | NP-3                  |
| 44                    | Sebastián Molano Benavides (COL) | 89è                   |
| 45                    | Jan Polanc (SLO)                 | 62è                   |
| 46                    | Marc Soler i Giménez (ESP)       | 18è                   |
| 47                    | Matteo Trentin (ITA)             | 80è                   |

| Jumbo-Visma TJV | Jumbo-Visma TJV        | Jumbo-Visma TJV |
| --------------- | ---------------------- | --------------- |
| Núm             | Ciclista               | Pos             |
| 51              | Edoardo Affini (ITA)   | NP-4            |
| 52              | David Dekker (NED)     | NP-4            |
| 53              | Pascal Eenkhoorn (NED) | NP-4            |
| 54              | Jos van Emden (NED)    | NP-4            |
| 55              | Gijs Leemreize (NED)   | NP-4            |
| 56              | Sam Oomen (NED)        | NP-4            |
| 57              | Milan Vader (NED)      | NP-4            |

| Bahrain Victorious TBV | Bahrain Victorious TBV              | Bahrain Victorious TBV |
| ---------------------- | ----------------------------------- | ---------------------- |
| Núm                    | Ciclista                            | Pos                    |
| 61                     | Yukiya Arashiro (JPN)               | 58è                    |
| 62                     | Peio Bilbao López de Armentia (ESP) | 13è                    |
| 63                     | Jan Tratnik (SLO)                   | 20è                    |
| 64                     | Matej Mohorič (SLO) (ruta)          | 11è                    |
| 65                     | Luis León Sánchez Gil (ESP)         | 7è                     |
| 66                     | Dylan Teuns (BEL)                   | 17è                    |
| 67                     | Stephen Williams (GBR)              | NP-2                   |

| Astana Qazaqstan Team AST | Astana Qazaqstan Team AST        | Astana Qazaqstan Team AST |
| ------------------------- | -------------------------------- | ------------------------- |
| Núm                       | Ciclista                         | Pos                       |
| 71                        | Vincenzo Nibali (ITA)            | 16è                       |
| 72                        | David de la Cruz Melgarejo (ESP) | 10è                       |
| 73                        | Manuele Boaro (ITA)              | 75è                       |
| 74                        | Fabio Felline (ITA)              | NP-1                      |
| 75                        | Antonio Nibali (ITA)             | NP-1                      |
| 76                        | Aliaksandr Rabuixenka (BLR)      | 57è                       |
| 77                        | Andrei Zeits (KAZ)               | 37è                       |

| BikeExchange-Jayco BEX | BikeExchange-Jayco BEX        | BikeExchange-Jayco BEX |
| ---------------------- | ----------------------------- | ---------------------- |
| Núm                    | Ciclista                      | Pos                    |
| 81                     | Lucas Hamilton (AUS)          | NP-3                   |
| 82                     | Dion Smith (NZL)              | NP-3                   |
| 84                     | Damien Howson (AUS)           | NP-3                   |
| 85                     | Tsgabu Grmay (ETH)            | NP-3                   |
| 86                     | Christopher Juul-Jensen (DEN) | NP-2                   |
| 87                     | Kaden Groves (AUS)            | NP-3                   |

| AG2R Citroën Team ACT | AG2R Citroën Team ACT        | AG2R Citroën Team ACT |
| --------------------- | ---------------------------- | --------------------- |
| Núm                   | Ciclista                     | Pos                   |
| 91                    | Felix Gall (AUT)             | NP-3                  |
| 92                    | Jaakko Hänninen (FIN)        | NP-3                  |
| 93                    | Nicolas Prodhomme (FRA)      | 84è                   |
| 94                    | Michael Schär (SUI)          | 31è                   |
| 95                    | Nans Peters (FRA)            | 51è                   |
| 96                    | Gijs Van Hoecke (BEL)        | DNF-2                 |
| 97                    | Valentin Paret-Peintre (FRA) | 52è                   |

| Israel-Premier Tech IPT | Israel-Premier Tech IPT | Israel-Premier Tech IPT |
| ----------------------- | ----------------------- | ----------------------- |
| Núm                     | Ciclista                | Pos                     |
| 101                     | Jenthe Biermans (BEL)   | 68è                     |
| 102                     | Matthias Brändle (AUT)  | 115è                    |
| 103                     | Jakob Fuglsang (DEN)    | 6è                      |
| 104                     | Ben Hermans (BEL)       | 53è                     |
| 105                     | Krists Neilands (LAT)   | 87è                     |
| 106                     | Giacomo Nizzolo (ITA)   | 32è                     |
| 107                     | James Piccoli (CAN)     | 135è                    |

| Bora-Hansgrohe BOH | Bora-Hansgrohe BOH      | Bora-Hansgrohe BOH |
| ------------------ | ----------------------- | ------------------ |
| Núm                | Ciclista                | Pos                |
| 111                | Patrick Gamper (AUT)    | 79è                |
| 112                | Wilco Kelderman (NED)   | NP-3               |
| 113                | Jonas Koch (GER)        | 72è                |
| 114                | Ide Schelling (NED)     | 70è                |
| 115                | Aleksandr Vlàssov (RUS) | 1r                 |
| 116                | Matthew Walls (GBR)     | DNF-3              |
| 117                | Ben Zwiehoff (GER)      | 32è                |

| Trek-Segafredo TFS | Trek-Segafredo TFS           | Trek-Segafredo TFS |
| ------------------ | ---------------------------- | ------------------ |
| Núm                | Ciclista                     | Pos                |
| 121                | Jacopo Mosca (ITA)           | 87è                |
| 122                | Marc Brustenga Masagué (ESP) | 109è               |
| 123                | Giulio Ciccone (ITA)         | 8è                 |
| 124                | Asbjørn Hellemose (DEN)      | 40è                |
| 125                | Markus Hoelgaard (NOR)       | 30è                |
| 126                | Matteo Moschetti (ITA)       | 115è               |
| 127                | Antwan Tolhoek (NED)         | 14è                |

| Intermarché-Wanty-Gobert Matériaux IWG | Intermarché-Wanty-Gobert Matériaux IWG | Intermarché-Wanty-Gobert Matériaux IWG |
| -------------------------------------- | -------------------------------------- | -------------------------------------- |
| Núm                                    | Ciclista                               | Pos                                    |
| 131                                    | Sven Erik Bystrøm (NOR)                | 39è                                    |
| 132                                    | Barnabás Peák (HUN)                    | 88è                                    |
| 133                                    | Alexander Kristoff (NOR)               | 82è                                    |
| 134                                    | Dimitri Claeys (BEL)                   | 99è                                    |
| 135                                    | Andrea Pasqualon (ITA)                 | 63è                                    |
| 136                                    | Adrien Petit (FRA)                     | 98è                                    |
| 137                                    | Loïc Vliegen (BEL)                     | 38è                                    |

| Team DSM DSM | Team DSM DSM                  | Team DSM DSM |
| ------------ | ----------------------------- | ------------ |
| Núm          | Ciclista                      | Pos          |
| 141          | Nikias Arndt (GER)            | NP-4         |
| 142          | Tobias Lund Andresen (DEN)    | NP-3         |
| 143          | Leon Heinschke (GER)          | NP-4         |
| 144          | Jonas Iversby Hvideberg (NOR) | NP-4         |
| 145          | Marius Mayrhofer (GER)        | NP-4         |
| 146          | Casper Pedersen (DEN)         | DNF-3        |
| 147          | Florian Stork (GER)           | NP-4         |

| Caja Rural-Seguros RGA CJR | Caja Rural-Seguros RGA CJR     | Caja Rural-Seguros RGA CJR |
| -------------------------- | ------------------------------ | -------------------------- |
| Núm                        | Ciclista                       | Pos                        |
| 151                        | Mikel Nieve Iturralde (ESP)    | DNF-3                      |
| 152                        | Eduard Prades i Reverter (ESP) | 69è                        |
| 153                        | Julen Amézqueta Moreno (ESP)   | 78è                        |
| 154                        | Fernando Barceló Aragón (ESP)  | 33è                        |
| 155                        | David González López (ESP)     | 77è                        |
| 156                        | Jonathan Lastra Martínez (ESP) | 25è                        |
| 157                        | Sergio Martín (ESP)            | 71è                        |

| Burgos-BH BBH | Burgos-BH BBH               | Burgos-BH BBH |
| ------------- | --------------------------- | ------------- |
| Núm           | Ciclista                    | Pos           |
| 161           | Ángel Madrazo Ruiz (ESP)    | 114è          |
| 162           | Manuel Peñalver (ESP)       | 97è           |
| 163           | Óscar Pelegrí (ESP)         | 112è          |
| 164           | Óscar Cabedo (ESP)          | 53è           |
| 165           | Pelayo Sánchez Mayo (ESP)   | 29è           |
| 166           | Jesús Ezquerra (ESP)        | 73è           |
| 167           | Daniel Navarro García (ESP) | 36è           |

| Euskaltel-Euskadi EUS | Euskaltel-Euskadi EUS        | Euskaltel-Euskadi EUS |
| --------------------- | ---------------------------- | --------------------- |
| Núm                   | Ciclista                     | Pos                   |
| 171                   | Xabier Mikel Azparren (ESP)  | 111è                  |
| 172                   | Ibai Azurmendi (ESP)         | 27è                   |
| 173                   | Joan Bou (ESP)               | 54è                   |
| 174                   | Antonio Jesús Soto (ESP)     | 45è                   |
| 175                   | Txomin Juaristi (ESP)        | 101è                  |
| 176                   | Mikel Iturria Segurola (ESP) | 22è                   |
| 177                   | Gotzon Martín (ESP)          | 35è                   |

| Equipo Kern Pharma EKP | Equipo Kern Pharma EKP       | Equipo Kern Pharma EKP |
| ---------------------- | ---------------------------- | ---------------------- |
| Núm                    | Ciclista                     | Pos                    |
| 181                    | Urko Berrade (ESP)           | 47è                    |
| 182                    | José Félix Parra (ESP)       | 28è                    |
| 183                    | Héctor Carretero Milla (ESP) | DNF-1                  |
| 184                    | Iván Moreno (ESP)            | 67è                    |
| 185                    | Jaime Castrillo (ESP)        | 110è                   |
| 186                    | Álex Jaime (ESP)             | 83è                    |
| 187                    | Iván Cobo (ESP)              | 86è                    |

| Human Powered Health HPM | Human Powered Health HPM   | Human Powered Health HPM |
| ------------------------ | -------------------------- | ------------------------ |
| Núm                      | Ciclista                   | Pos                      |
| 191                      | Kristian Aasvold (NOR)     | 46è                      |
| 192                      | Stephen Bassett (USA)      | 100è                     |
| 193                      | Pier-André Côté (CAN)      | 102è                     |
| 194                      | Chad Haga (USA)            | 68è                      |
| 195                      | Benjamin King (USA)        | 106è                     |
| 196                      | Joey Rosskopf (USA) (ruta) | DNF-3                    |
| 197                      | Gavin Mannion (USA)        | DNF-1                    |

| Gazprom-RusVelo GAZ | Gazprom-RusVelo GAZ            | Gazprom-RusVelo GAZ |
| ------------------- | ------------------------------ | ------------------- |
| Núm                 | Ciclista                       | Pos                 |
| 201                 | Ilnur Zakarin (RUS)            | DNF-3               |
| 202                 | Marco Canola (ITA)             | 95è                 |
| 203                 | José Manuel Díaz Gallego (ESP) | 21è                 |
| 204                 | Giovanni Carboni (ITA)         | 26è                 |
| 205                 | Nicola Conci (ITA)             | 48è                 |
| 206                 | Andrea Piccolo (ITA)           | 94è                 |
| 207                 | Cristian Scaroni (ITA)         | 44è                 |

| Bingoal Pauwels Sauces WB BWB | Bingoal Pauwels Sauces WB BWB | Bingoal Pauwels Sauces WB BWB |
| ----------------------------- | ----------------------------- | ----------------------------- |
| Núm                           | Ciclista                      | Pos                           |
| 211                           | Timothy Dupont (BEL)          | 113è                          |
| 212                           | Stanisław Aniołkowski (POL)   | 104è                          |
| 213                           | Arjen Livyns (BEL)            | 76è                           |
| 214                           | Kenny Molly (BEL)             | 60è                           |
| 215                           | Mathijs Paasschens (NED)      | 49è                           |
| 216                           | Dimitri Peyskens (BEL)        | 103è                          |
| 217                           | Laurenz Rex (BEL)             | 65è                           |

| B&B Hotels-KTM BBK | B&B Hotels-KTM BBK     | B&B Hotels-KTM BBK |
| ------------------ | ---------------------- | ------------------ |
| Núm                | Ciclista               | Pos                |
| 221                | Alan Boileau (FRA)     | DNF-2              |
| 222                | Maxime Chevalier (FRA) | 23è                |
| 223                | Pierre Rolland (FRA)   | 61è                |
| 224                | Adrien Lagrée (FRA)    | 108è               |
| 225                | Axel Laurance (FRA)    | 34è                |
| 226                | Luca Mozzato (ITA)     | 91è                |
| 227                | Jordi Warlop (BEL)     | NP-5               |

| Groupama-FDJ GFC | Groupama-FDJ GFC        | Groupama-FDJ GFC |
| ---------------- | ----------------------- | ---------------- |
| Núm              | Ciclista                | Pos              |
| 1                | Olivier Le Gac (FRA)    | 42è              |
| 2                | Enzo Paleni (FRA)       | 105è             |
| 3                | Fabian Lienhard (SUI)   | 96è              |
| 4                | Anthony Roux (FRA)      | 55è              |
| 5                | Lars van den Berg (NED) | NP-5             |
| 6                | Attila Valter (HUN)     | 24è              |
| 7                | Bram Welten (NED)       | 107è             |

| Movistar Team MOV | Movistar Team MOV                 | Movistar Team MOV |
| ----------------- | --------------------------------- | ----------------- |
| Núm               | Ciclista                          | Pos               |
| 11                | Jorge Arcas (ESP)                 | 66è               |
| 12                | Iñigo Elosegui (ESP)              | 90è               |
| 13                | Juri Hollmann (GER)               | NP-2              |
| 14                | Enric Mas Nicolau (ESP)           | 4t                |
| 15                | Gregor Mühlberger (AUT)           | 41è               |
| 16                | Einer Rubio (COL)                 | NP-2              |
| 17                | Alejandro Valverde Belmonte (ESP) | 5è                |

| Quick-Step Alpha Vinyl QST | Quick-Step Alpha Vinyl QST  | Quick-Step Alpha Vinyl QST |
| -------------------------- | --------------------------- | -------------------------- |
| Núm                        | Ciclista                    | Pos                        |
| 21                         | Mattia Cattaneo (ITA)       | 64è                        |
| 22                         | Josef Černý (CZE)           | 117è                       |
| 23                         | Remco Evenepoel (BEL)       | 2n                         |
| 24                         | Mikkel Frølich Honoré (DEN) | NP-4                       |
| 25                         | Fabio Jakobsen (NED)        | 81è                        |
| 26                         | Yves Lampaert (BEL)         | 74è                        |
| 27                         | Michael Mørkøv (DEN)        | 85è                        |

| Ineos Grenadiers IGD | Ineos Grenadiers IGD               | Ineos Grenadiers IGD |
| -------------------- | ---------------------------------- | -------------------- |
| Núm                  | Ciclista                           | Pos                  |
| 31                   | Jonathan Castroviejo Nicolás (ESP) | 56è                  |
| 32                   | Omar Fraile Matarranz (ESP) (ruta) | NP-5                 |
| 33                   | Tao Geoghegan Hart (GBR)           | 12è                  |
| 34                   | Carlos Rodríguez Cano (ESP)        | 3r                   |
| 35                   | Pàvel Sivakov (RUS)                | 9è                   |
| 36                   | Ben Swift (GBR) (ruta)             | 50è                  |
| 37                   | Elia Viviani (ITA)                 | 92è                  |

| UAE Team Emirates UAD | UAE Team Emirates UAD            | UAE Team Emirates UAD |
| --------------------- | -------------------------------- | --------------------- |
| Núm                   | Ciclista                         | Pos                   |
| 42                    | Juan Ayuso Pesquera (ESP)        | 19è                   |
| 43                    | Ryan Gibbons (RSA)               | NP-3                  |
| 44                    | Sebastián Molano Benavides (COL) | 89è                   |
| 45                    | Jan Polanc (SLO)                 | 62è                   |
| 46                    | Marc Soler i Giménez (ESP)       | 18è                   |
| 47                    | Matteo Trentin (ITA)             | 80è                   |

| Jumbo-Visma TJV | Jumbo-Visma TJV        | Jumbo-Visma TJV |
| --------------- | ---------------------- | --------------- |
| Núm             | Ciclista               | Pos             |
| 51              | Edoardo Affini (ITA)   | NP-4            |
| 52              | David Dekker (NED)     | NP-4            |
| 53              | Pascal Eenkhoorn (NED) | NP-4            |
| 54              | Jos van Emden (NED)    | NP-4            |
| 55              | Gijs Leemreize (NED)   | NP-4            |
| 56              | Sam Oomen (NED)        | NP-4            |
| 57              | Milan Vader (NED)      | NP-4            |

| Bahrain Victorious TBV | Bahrain Victorious TBV              | Bahrain Victorious TBV |
| ---------------------- | ----------------------------------- | ---------------------- |
| Núm                    | Ciclista                            | Pos                    |
| 61                     | Yukiya Arashiro (JPN)               | 58è                    |
| 62                     | Peio Bilbao López de Armentia (ESP) | 13è                    |
| 63                     | Jan Tratnik (SLO)                   | 20è                    |
| 64                     | Matej Mohorič (SLO) (ruta)          | 11è                    |
| 65                     | Luis León Sánchez Gil (ESP)         | 7è                     |
| 66                     | Dylan Teuns (BEL)                   | 17è                    |
| 67                     | Stephen Williams (GBR)              | NP-2                   |

| Astana Qazaqstan Team AST | Astana Qazaqstan Team AST        | Astana Qazaqstan Team AST |
| ------------------------- | -------------------------------- | ------------------------- |
| Núm                       | Ciclista                         | Pos                       |
| 71                        | Vincenzo Nibali (ITA)            | 16è                       |
| 72                        | David de la Cruz Melgarejo (ESP) | 10è                       |
| 73                        | Manuele Boaro (ITA)              | 75è                       |
| 74                        | Fabio Felline (ITA)              | NP-1                      |
| 75                        | Antonio Nibali (ITA)             | NP-1                      |
| 76                        | Aliaksandr Rabuixenka (BLR)      | 57è                       |
| 77                        | Andrei Zeits (KAZ)               | 37è                       |

| BikeExchange-Jayco BEX | BikeExchange-Jayco BEX        | BikeExchange-Jayco BEX |
| ---------------------- | ----------------------------- | ---------------------- |
| Núm                    | Ciclista                      | Pos                    |
| 81                     | Lucas Hamilton (AUS)          | NP-3                   |
| 82                     | Dion Smith (NZL)              | NP-3                   |
| 84                     | Damien Howson (AUS)           | NP-3                   |
| 85                     | Tsgabu Grmay (ETH)            | NP-3                   |
| 86                     | Christopher Juul-Jensen (DEN) | NP-2                   |
| 87                     | Kaden Groves (AUS)            | NP-3                   |

| AG2R Citroën Team ACT | AG2R Citroën Team ACT        | AG2R Citroën Team ACT |
| --------------------- | ---------------------------- | --------------------- |
| Núm                   | Ciclista                     | Pos                   |
| 91                    | Felix Gall (AUT)             | NP-3                  |
| 92                    | Jaakko Hänninen (FIN)        | NP-3                  |
| 93                    | Nicolas Prodhomme (FRA)      | 84è                   |
| 94                    | Michael Schär (SUI)          | 31è                   |
| 95                    | Nans Peters (FRA)            | 51è                   |
| 96                    | Gijs Van Hoecke (BEL)        | DNF-2                 |
| 97                    | Valentin Paret-Peintre (FRA) | 52è                   |

| Israel-Premier Tech IPT | Israel-Premier Tech IPT | Israel-Premier Tech IPT |
| ----------------------- | ----------------------- | ----------------------- |
| Núm                     | Ciclista                | Pos                     |
| 101                     | Jenthe Biermans (BEL)   | 68è                     |
| 102                     | Matthias Brändle (AUT)  | 115è                    |
| 103                     | Jakob Fuglsang (DEN)    | 6è                      |
| 104                     | Ben Hermans (BEL)       | 53è                     |
| 105                     | Krists Neilands (LAT)   | 87è                     |
| 106                     | Giacomo Nizzolo (ITA)   | 32è                     |
| 107                     | James Piccoli (CAN)     | 135è                    |

| Bora-Hansgrohe BOH | Bora-Hansgrohe BOH      | Bora-Hansgrohe BOH |
| ------------------ | ----------------------- | ------------------ |
| Núm                | Ciclista                | Pos                |
| 111                | Patrick Gamper (AUT)    | 79è                |
| 112                | Wilco Kelderman (NED)   | NP-3               |
| 113                | Jonas Koch (GER)        | 72è                |
| 114                | Ide Schelling (NED)     | 70è                |
| 115                | Aleksandr Vlàssov (RUS) | 1r                 |
| 116                | Matthew Walls (GBR)     | DNF-3              |
| 117                | Ben Zwiehoff (GER)      | 32è                |

| Trek-Segafredo TFS | Trek-Segafredo TFS           | Trek-Segafredo TFS |
| ------------------ | ---------------------------- | ------------------ |
| Núm                | Ciclista                     | Pos                |
| 121                | Jacopo Mosca (ITA)           | 87è                |
| 122                | Marc Brustenga Masagué (ESP) | 109è               |
| 123                | Giulio Ciccone (ITA)         | 8è                 |
| 124                | Asbjørn Hellemose (DEN)      | 40è                |
| 125                | Markus Hoelgaard (NOR)       | 30è                |
| 126                | Matteo Moschetti (ITA)       | 115è               |
| 127                | Antwan Tolhoek (NED)         | 14è                |

| Intermarché-Wanty-Gobert Matériaux IWG | Intermarché-Wanty-Gobert Matériaux IWG | Intermarché-Wanty-Gobert Matériaux IWG |
| -------------------------------------- | -------------------------------------- | -------------------------------------- |
| Núm                                    | Ciclista                               | Pos                                    |
| 131                                    | Sven Erik Bystrøm (NOR)                | 39è                                    |
| 132                                    | Barnabás Peák (HUN)                    | 88è                                    |
| 133                                    | Alexander Kristoff (NOR)               | 82è                                    |
| 134                                    | Dimitri Claeys (BEL)                   | 99è                                    |
| 135                                    | Andrea Pasqualon (ITA)                 | 63è                                    |
| 136                                    | Adrien Petit (FRA)                     | 98è                                    |
| 137                                    | Loïc Vliegen (BEL)                     | 38è                                    |

| Team DSM DSM | Team DSM DSM                  | Team DSM DSM |
| ------------ | ----------------------------- | ------------ |
| Núm          | Ciclista                      | Pos          |
| 141          | Nikias Arndt (GER)            | NP-4         |
| 142          | Tobias Lund Andresen (DEN)    | NP-3         |
| 143          | Leon Heinschke (GER)          | NP-4         |
| 144          | Jonas Iversby Hvideberg (NOR) | NP-4         |
| 145          | Marius Mayrhofer (GER)        | NP-4         |
| 146          | Casper Pedersen (DEN)         | DNF-3        |
| 147          | Florian Stork (GER)           | NP-4         |

| Caja Rural-Seguros RGA CJR | Caja Rural-Seguros RGA CJR     | Caja Rural-Seguros RGA CJR |
| -------------------------- | ------------------------------ | -------------------------- |
| Núm                        | Ciclista                       | Pos                        |
| 151                        | Mikel Nieve Iturralde (ESP)    | DNF-3                      |
| 152                        | Eduard Prades i Reverter (ESP) | 69è                        |
| 153                        | Julen Amézqueta Moreno (ESP)   | 78è                        |
| 154                        | Fernando Barceló Aragón (ESP)  | 33è                        |
| 155                        | David González López (ESP)     | 77è                        |
| 156                        | Jonathan Lastra Martínez (ESP) | 25è                        |
| 157                        | Sergio Martín (ESP)            | 71è                        |

| Burgos-BH BBH | Burgos-BH BBH               | Burgos-BH BBH |
| ------------- | --------------------------- | ------------- |
| Núm           | Ciclista                    | Pos           |
| 161           | Ángel Madrazo Ruiz (ESP)    | 114è          |
| 162           | Manuel Peñalver (ESP)       | 97è           |
| 163           | Óscar Pelegrí (ESP)         | 112è          |
| 164           | Óscar Cabedo (ESP)          | 53è           |
| 165           | Pelayo Sánchez Mayo (ESP)   | 29è           |
| 166           | Jesús Ezquerra (ESP)        | 73è           |
| 167           | Daniel Navarro García (ESP) | 36è           |

| Euskaltel-Euskadi EUS | Euskaltel-Euskadi EUS        | Euskaltel-Euskadi EUS |
| --------------------- | ---------------------------- | --------------------- |
| Núm                   | Ciclista                     | Pos                   |
| 171                   | Xabier Mikel Azparren (ESP)  | 111è                  |
| 172                   | Ibai Azurmendi (ESP)         | 27è                   |
| 173                   | Joan Bou (ESP)               | 54è                   |
| 174                   | Antonio Jesús Soto (ESP)     | 45è                   |
| 175                   | Txomin Juaristi (ESP)        | 101è                  |
| 176                   | Mikel Iturria Segurola (ESP) | 22è                   |
| 177                   | Gotzon Martín (ESP)          | 35è                   |

| Equipo Kern Pharma EKP | Equipo Kern Pharma EKP       | Equipo Kern Pharma EKP |
| ---------------------- | ---------------------------- | ---------------------- |
| Núm                    | Ciclista                     | Pos                    |
| 181                    | Urko Berrade (ESP)           | 47è                    |
| 182                    | José Félix Parra (ESP)       | 28è                    |
| 183                    | Héctor Carretero Milla (ESP) | DNF-1                  |
| 184                    | Iván Moreno (ESP)            | 67è                    |
| 185                    | Jaime Castrillo (ESP)        | 110è                   |
| 186                    | Álex Jaime (ESP)             | 83è                    |
| 187                    | Iván Cobo (ESP)              | 86è                    |

| Human Powered Health HPM | Human Powered Health HPM   | Human Powered Health HPM |
| ------------------------ | -------------------------- | ------------------------ |
| Núm                      | Ciclista                   | Pos                      |
| 191                      | Kristian Aasvold (NOR)     | 46è                      |
| 192                      | Stephen Bassett (USA)      | 100è                     |
| 193                      | Pier-André Côté (CAN)      | 102è                     |
| 194                      | Chad Haga (USA)            | 68è                      |
| 195                      | Benjamin King (USA)        | 106è                     |
| 196                      | Joey Rosskopf (USA) (ruta) | DNF-3                    |
| 197                      | Gavin Mannion (USA)        | DNF-1                    |

| Gazprom-RusVelo GAZ | Gazprom-RusVelo GAZ            | Gazprom-RusVelo GAZ |
| ------------------- | ------------------------------ | ------------------- |
| Núm                 | Ciclista                       | Pos                 |
| 201                 | Ilnur Zakarin (RUS)            | DNF-3               |
| 202                 | Marco Canola (ITA)             | 95è                 |
| 203                 | José Manuel Díaz Gallego (ESP) | 21è                 |
| 204                 | Giovanni Carboni (ITA)         | 26è                 |
| 205                 | Nicola Conci (ITA)             | 48è                 |
| 206                 | Andrea Piccolo (ITA)           | 94è                 |
| 207                 | Cristian Scaroni (ITA)         | 44è                 |

| Bingoal Pauwels Sauces WB BWB | Bingoal Pauwels Sauces WB BWB | Bingoal Pauwels Sauces WB BWB |
| ----------------------------- | ----------------------------- | ----------------------------- |
| Núm                           | Ciclista                      | Pos                           |
| 211                           | Timothy Dupont (BEL)          | 113è                          |
| 212                           | Stanisław Aniołkowski (POL)   | 104è                          |
| 213                           | Arjen Livyns (BEL)            | 76è                           |
| 214                           | Kenny Molly (BEL)             | 60è                           |
| 215                           | Mathijs Paasschens (NED)      | 49è                           |
| 216                           | Dimitri Peyskens (BEL)        | 103è                          |
| 217                           | Laurenz Rex (BEL)             | 65è                           |

| B&B Hotels-KTM BBK | B&B Hotels-KTM BBK     | B&B Hotels-KTM BBK |
| ------------------ | ---------------------- | ------------------ |
| Núm                | Ciclista               | Pos                |
| 221                | Alan Boileau (FRA)     | DNF-2              |
| 222                | Maxime Chevalier (FRA) | 23è                |
| 223                | Pierre Rolland (FRA)   | 61è                |
| 224                | Adrien Lagrée (FRA)    | 108è               |
| 225                | Axel Laurance (FRA)    | 34è                |
| 226                | Luca Mozzato (ITA)     | 91è                |
| 227                | Jordi Warlop (BEL)     | NP-5               |